# 加西市立賀茂小学校
加西市立賀茂小学校（かさいしりつ かもしょうがっこう）は、兵庫県加西市福住町にある公立小学校。

## 概要
学校は、加西市南西部に位置する。周囲は田畑の広がる田園地帯にあり、ブドウやいちご園などの果樹園もある。福住町の南端にあり、近隣には姫路セントラルパークがある。1992年（平成4年）に創立100年を迎えた。

## 沿革

### 略歴
1872年（明治5年）8月、「学制」が公布されたことにより 1873年（明治6年）、西長の民家に仁寿小学校、西剣坂に桂華小学校、鎮岩寳泉寺に潮湧小学校、東横田法林寺に愛連小学校、吉野の民家に修身小学校が設置される。 1875年（明治8年）、桂華小学校を廃止して西剣坂に篤恭小学校を新築する。中山の民家に勧誘小学校（中山、大柳）を西長に遷蕎小学校（西長、東長）を設置するが後に篤恭小学校と合併する。
1876年（明治9年）2月、潮湧小学校と愛連小学校を廃止して東高室に集栄小学校を新築する。 1882年（明治15年）、修身小学校を廃止して7部落を統合して有花小学校を設置する。 1892年（明治25年） 賀茂尋常小学校設立、 1955年（昭和30年） 北条町発足により北条町立賀茂小学校と改称、 1967年（昭和42年） 加西市発足により加西市立賀茂小学校と改称する。

### 年表
- 1873年（明治6年）- 仁寿小学校（東剣坂、西長、東長）を設置、桂華小学校（西剣坂、中山、大柳）を設置、潮湧小学校（岸呂、鎮岩、段下）を設置、愛連小学校（西横田、東横田、西南）を設置、修身小学校（山下、吉野、谷口、福居）を設置
- 1875年（明治8年）- 篤恭小学校（西剣坂、東剣坂、福住、岸呂）を校舎新築して西剣坂に設置、勧誘小学校（中山、大柳）を設置
- 1876年（明治9年）- 集栄小学校（潮湧小、愛連小の2校廃止）東横田、東南、鎮岩、段下、東高室と連合して東高室に新築
- 1882年（明治15年）- 有花小学校（修身小学校廃止）西横田、山下、吉野、谷口、福居、坂元を連合して山下に設置
- 1892年（明治25年）- 賀茂尋常小学校設立 東剣坂、山下2教場に224名就学
- 1896年（明治29年）- 福住に賀茂村立賀茂尋常小学校校舎完成
- 1941年（昭和16年）- 賀茂国民学校と改称
- 1947年（昭和22年）- 賀茂小学校と改称
- 1955年（昭和30年）- 北条町発足により北条町立賀茂小学校と改称
- 1967年（昭和42年）- 加西市発足により加西市立賀茂小学校と改称
- 1975年（昭和50年）- 旧賀茂中学校跡に新校舎建築、新校舎に移転
- 1982年（昭和57年）- 校舎改築（第2期工事）アナライザー設置
- 1983年（昭和58年）- 裏校舎改築（特別教室）
- 1992年（平成4年）- 創立100年記念事業
- 1998年（平成10年）- コンピュータ室整備
- 2001年（平成13年）- 加西市教育情報ネットワーク整備（全教室からインターネットのできる環境が整備される）
- 2002年（平成14年）- 完全週5日制実施
- 2004年（平成16年）- 体育館屋根改修
- 2010年（平成22年）- 体育館耐震工事完了
- 2015年（平成27年）- 校舎耐震化工事完了

## 教育目標
- 自分に自信をもち、人を大切にしながら未来を創造する子の育成

## 学校行事
| - 4月 着任式、始業式、離任式、入学式 - 5月 １年生を迎える会、交通安全教室 - 6月 自然学校、プール開き | - 7月 終業式 - 8月 - 9月 始業式 | - 10月 運動会、修学旅行 - 11月 - 12月 終業式 | - 1月 始業式 - 2月 - 3月 卒業式、修了式 |

## 通学区域
- 加西市[2]
  - 福住町、山下町、西横田町、東横田町、鎮岩町（北条東小学校の学区とする区域を除く）、岸呂町、東長町、西長町、東剣坂町、西剣坂町、中山町、大柳町

## 進学先中学校
- 加西市立善防中学校[2]

## 学区内の主な施設
- 加西市立賀茂幼児園
- 加西警察署 賀茂駐在所
- 加西福住郵便局
- 北条鉄道北条線 播磨横田駅
- 兵庫県道117号豊富北条線
- 兵庫県道81号小野香寺線
- 兵庫県道372号山下飾東線

## 交通
- 北条鉄道北条線播磨横田駅から徒歩約26分

## 通学区域が隣接している学校
- 加西市立下里小学校
- 加西市立北条東小学校
- 加西市立北条小学校
- 加西市立富田小学校
- 福崎町立八千種小学校
- 姫路市立山田小学校
- 姫路市立豊富小中学校
- 姫路市立谷内小学校